# Беззубцев, Семён Константинович Епанча
Семён (Замятня?) Константинович Беззубцев по прозванию Епанча  — конюший и воевода на службе у великого московского князя Василия III.
Из дворянского рода Беззубцевы, многие представители которых несли военную службу. Родоначальник дворянского рода Епанчины. Третий сын воеводы Константина Александровича. Имел братьев: воеводу Фёдора, Андрея по прозванию "Шеремет", который являлся родоначальником дворян и графов Шереметевых, Михаила и Александра по прозванию Сова (Бова) Константиновичей. Прозвание Епанча — бурка, плащ, безрукавная накидка.
В 1514 году в числе других дворян участвовал в походе из Новгорода на Великие Луки.

## Семья
Был женат на Ульяне, упомянутой в 1540 году тверской помещицей, от которой имели детей:
- Беззубцев Семён Семёнович Епанчин — воевода и окольничий.